# Неосуфизм
Неосуфизм, также западный суфизм или универсальный суфизм — новое религиозно-философское движение, возникшее в результате реформирования суфизма.
Основателем этого движения считается муршид суфийского тариката чишийя Хазрат Инайят Хан (1882—1927). Он выдвинул концепцию неосуфизма как универсалистского религиозно-философского движения. Согласно этой концепции, суфизм является достоянием всего человечества и представляет собой универсальное сакральное знание, стоящее над религией и философией,  и являющиеся духовным основанием всех религиозных и философских доктрин. Суфизм обнаруживает истину, как в исламе, так и в других религиях: христианстве, буддизме, индуизме, ставя между ними знак равенства.
Хазрат Инайят Хан в 1910 году переехал из Индии в США, давал лекции по индийской музыке, а после переезда в Европу стал духовным учителем универсального суфизма (англ. Universal Sufism), основал журнал The Sufi («Суфий», 1915), суфийский орден (1916) и суфийское движение (1923). Суфизм, по Инайят Хану, это «дух ислама, а также чистая сущность всех религий и философий».
Основателем второго значимого направления неосуфизма является Идрис Шах (1924—1996). В отличие от Инайят Хана, он не становился во главе большой группы учеников и в основном сформировал последователей благодаря своим книгам, которые к моменту смерти Шаха были переведены на 12 языков и были проданы тиражом в 15 миллионов экземпляров. Но в части трактовки «суфийской истины как основы, лежащей в сердце каждой религии», Шах и Хан были единодушны.
Ярким представителем неосуфизма был основоположник арабского философского романтизма Джебран Халиль Джебран (1883-1931).
Выразителем идей неосуфизма был Рене Генон (1886-1951).
Некоторые исследователи относят к неосуфизму организацию Фетхуллаха Гюлена.
Одним из авторов, представляющих русский неосуфизм, является Руслан Жуковец.
В рамках исламоведения неосуфизмом может также называться определённая группа суфийских орденов XVIII-XIX века, не связанных с Западом. Исследователи также выделяют промежуточную категорию неосуфиев, лежащую между чисто исламским и западным суфизмом.